# David Magnier
Pour les articles homonymes, voir Magnier.
David Magnier, né le 5 juin 1972 à Beauvais, est un homme politique français. Membre du Rassemblement national, il est élu député en juillet 2024.

## Biographie
Issu du mouvement des Gilets jaunes, il s'est engagé au RN au moment de la crise sanitaire. Il se présente dans la première circonscription de l'Oise en 2022.
Aux élections législatives de 2024, le candidat rassemblement national David Magnier emporte la septième circonscription de l’Oise devant le candidat PCF-NFP, Loïc Pen. Le député sortant LR Maxime Minot avait maintenu sa candidature pour le second tour, bien qu’arrivé troisième derrière le NFP et loin derrière le RN au premier tour.

## Élections législatives
| Année | Parti | Parti | Circonscription | 1er tour | 1er tour | 1er tour | 2e tour | 2e tour | 2e tour |
| Année | Parti | Parti | Circonscription | %        | voix     | Issue    | %       | voix    | Issue   |
| ----- | ----- | ----- | --------------- | -------- | -------- | -------- | ------- | ------- | ------- |
| 2022  |       | RN    | 1re de l'Oise   | 27,57    | 10 780   | 2e       | 41,66   | 14 625  | battu   |
| 2024  |       | RN    | 7e de l'Oise    | 40.43    | 19 769   | 1re      | 43.85   | 21 662  | élu     |